# Castillo de Berum

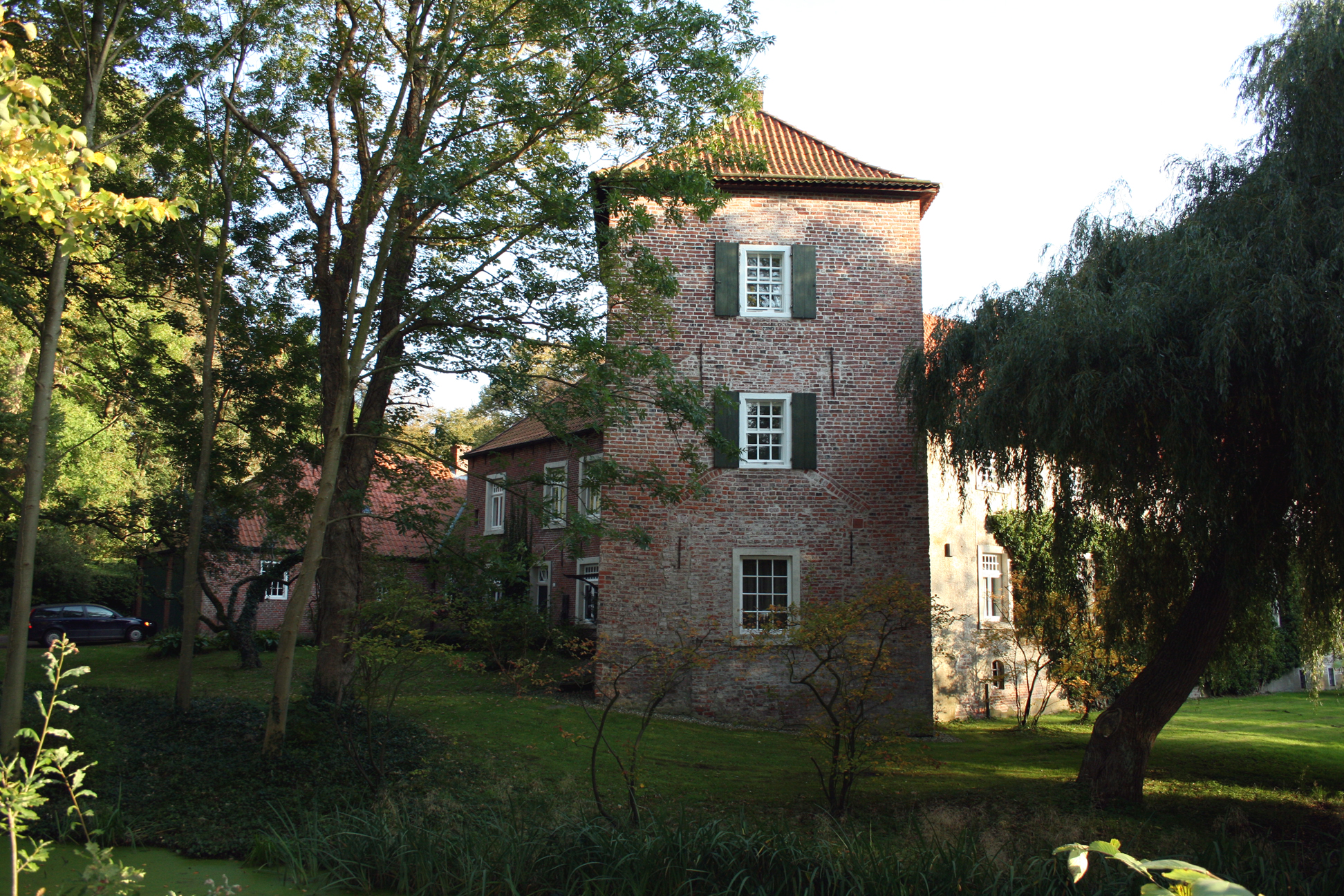
Torre del Castillo de Berum en 2007, vista desde la calle.

El Castillo de Berum se halla en el distrito de Berum, en la ciudad de la Frisia Oriental de Hage en Alemania. Es uno de los sitios más importantes en la historia de la Frisia Oriental.

## Historia
El castillo es mencionado por primera vez en un documento de 1310, como sede de un miembro de la familia Syrtza (o Sytze), como jefe tribal de la región de Norden. No se conoce exactamente cuándo fue construido ni durante cuánto tiempo esa familia residió en este lugar.
En el siglo XV el castillo fue heredado por la familia Cirksena. En 1443, el Conde Ulrico I de Frisia Oriental lo amplió a un château, consistente en el castillo principal con tres alas, además de una fachada frontal. El 1 de junio de 1445, celebró su matrimonio con Theda Ukena, nieta de su principal rival, Focko Ukena, en el Castillo de Berum. Desde entonces, el castillo ha jugado un papel significante en la historia de la Frisia Oriental.
Adolfo, hijo del Conde Gerardo VI de Oldemburgo, fue retenido cautivo en este castillo entre 1465 y 1481 después de que Oldemburgo invadiera la Frisia Oriental.
A finales del siglo XVI, el Conde Edzard II amplió el castillo con un foso en estilo Renacentista. Esta ampliación fue completada en 1591 con la construcción de una aguja. Tras la muerte de Edzard, su viuda Catalina, hija del rey Gustavo I de Suecia lo engrandeció todavía más, añadiendo, entre otras cosas, una capilla. Desde entonces, la familia Cirksena lo ha usado como residencia de viudas.
El 28 de enero de 1600, el Tratado de Berum fue firmado en el castillo. Según este tratado, Frisia Oriental adquirió el Harlingerland del Condado de Rietberg.
El 17 de abril de 1628, el Castillo de Berum fue escena de una trágico accidente. El ejército imperial a las órdenes del general Matthias Gallas se había acuartelado en el castillo. El Conde Rodolfo Cristián, de 26 años de edad, tuvo una pelea con un teniente del ejército imperial, fue golpeado en el ojo izquierdo y murió a causa de las heridas.
Bajo el gobierno de Cristina Carlota, quien vivió ahí entre 1690 y 1699 como viuda del Príncipe Jorge Cristián, se volvió a renovarlo, haciendo de Berum uno de los palacios principescos más magníficos de Alemania.

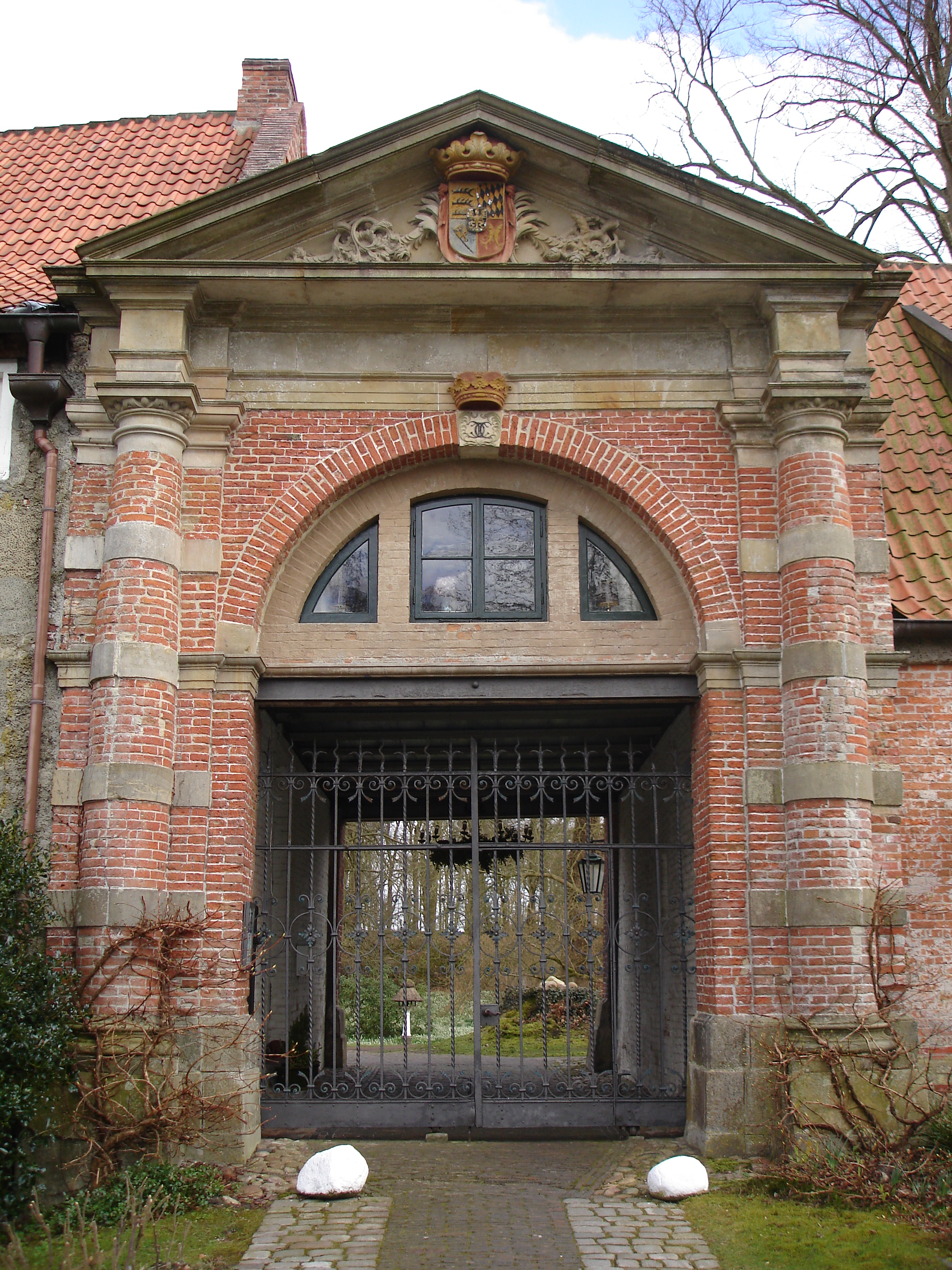
Portal barroco.

Después de que Prusia se apoderara de la Frisia Oriental en 1744, no se utilizó más como residencia de viudez y el castillo cayó en el abandono. El edificio principal fue demolido en 1764 y vendido su precioso mobiliario. Hasta 1764, el Castillo de Berum tenía cuatro alas y una pesada torre rectangular en la esquina noroeste. Estaba protegido por una muralla masiva y un doble anillo de foso. Las partes que todavía permanecen son el frente del castillo, un alargado edificio de ladrillos adjunto a la muralla defensiva con una torre portal de ladrillo y el antiguo pasaje barroco del portal. El portal está flanqueado por dos columnas; el frontón muestra el escudo de armas de la Princesa Cristina Carlota. El muro exterior y el foso exterior todavía existen. En el sur se hallan los restos del jardín barroco de 1712.
En la actualidad, el conjunto es de propiedad privada y sirve como casa de invitados. Por ejemplo, el presidente Federal Horst Köhler pasó sus vacaciones de verano en 2006 en el Castillo de Berum.